# Édouard Salzborn
Édouard Salzborn (* 29. August 1927 in Pfastatt; † 22. Februar 2013 in Épinal) war ein französischer Fußballspieler.

## Karriere
Salzborn begann das Fußballspielen in seiner Jugend bei einem Klub aus Thaon-les-Vosges in den Vogesen und blieb als junger Erwachsener Amateurspieler, bis er das Interesse des Profivereins FC Sochaux weckte und 1951 in dessen Erstligamannschaft aufgenommen wurde. Der mit nahezu 25 Jahren ins Team gerückte Spieler schaffte auf Anhieb den Sprung in die erste Elf und gewann mit dieser 1953 sowohl die Erstaustragung der Coupe Charles Drago als auch die Vizemeisterschaft, wozu der Außenstürmer mit elf eigenen Torerfolgen beitrug. Im Verlauf der Spielzeit 1954/55 übertraf er dies noch und setzte mit 13 Saisontoren eine persönliche Bestmarke. 
Nach fünf Jahren kehrte der Spieler 1956 Sochaux den Rücken und unterschrieb beim Ligakonkurrenten UA Sedan-Torcy, wo er zwei Spielzeiten als Stammspieler verbrachte, obwohl seine Erfolge vor dem Tor nachließen. Als sein Vertrag 1958 nicht verlängert wurde, wechselte Salzborn zum Zweitligisten Le Havre AC und zählte dabei zu einer Reihe von Neuverpflichtungen. Trotz seines gehobenen Alters etablierte er sich bei Le Havre und hatte so Anteil an der Zweitligameisterschaft 1959 und dem damit verbundenen Aufstieg. Zudem zog er im selben Jahr ins nationale Pokalfinale ein; er lief sowohl im Endspiel als auch im auf das Unentschieden folgende Entscheidungsspiel auf, das seiner Mannschaft den Sieg gegen seinen Ex-Klub Sochaux einbrachte. 
In der höchsten französischen Spielklasse behielt er bei Le Havre seinen Stammplatz, bis er sich 1961 mit 33 Jahren nach 257 Erstligapartien mit 52 Toren und 32 Zweitligapartien mit fünf Toren für eine Beendigung seiner Laufbahn entschied. Im Anschluss daran war er für einige Zeit als Amateurtrainer tätig, bis er sich nach Dogneville in den Vogesen zurückzog; er starb 2013 mit 85 Jahren im nahegelegenen Épinal.